# Patrick-Édouard Bloch
Patrick-Édouard Bloch-Carcenac hay Patrick-Édouard Bloch (tự nhận là Patrick-Édouard Nguyễn Phúc) là một cựu doanh nhân người Pháp, người con thứ 13 (ngoài giá thú) và là con út của Hoàng đế cuối cùng của Việt Nam Bảo Đại và bà Christiane Bloch-Carcenac.
Khác với những người anh em cùng cha khác, Patrick-Édouard có mối quan hệ khá tốt với vua cha Bảo Đại, vì ông là con út và vì hai cha con hợp tính nhau. Tuy là cha con nhưng mối quan hệ của hai người có tính chất nghi lễ hoàng gia khi Patrick-Édouard thường gọi Bảo Đại là "Bệ hạ" hay "Ngài", ông cũng viết và xuất bản một tự truyện về hai cha con với tựa đề "Tu dois l'appeler Majesté" vào năm 2021

## Tiểu sử
Patrick-Édouard Bloch-Carcenac sinh ngày 21 tháng 4 năm 1958 tại Strasbourg vùng Alsace, Pháp. Ông là người con con duy nhất của Bảo Đại và Christiane Bloch-Carcenac.
Năm 1941, Christiane Bloch kết hôn với một doanh nhân người gốc Do Thái là Georges Bloch tại Erstein và có chung một người con trai là Jean-Paul Bloch sinh năm 1942.
Năm 1957, Hoàng đế Bảo Đại gặp bà Christiane tại Alsace khi ông đến đây theo lời mời của Bá tước Jean de Beaumont. Mối tình của hai người kéo dài 10 năm, Patrick-Édouard ra đời lấy họ Bloch và luôn nghĩ Georges là cha đẻ, cho đến khi ông được chính Bảo Đại tiết lộ trong một chuyến đi chơi Paris khi Patrick-Édouard được 8 hay 9 tuổi.
Năm 1972, Patrick-Édouard từng phải trải qua hai cuộc phẫu thuật tim. Năm 1980, Bảo Đại đã đề nghị chính thức công nhận Patrick-Édouard là con trai, đồng thời sắc phong là hoàng tử nhưng ông từ chối vì cảm thấy "không cần thiết".
Năm 1992, Patrick-Édouard kết hôn với Claudine Lang, cuộc hôn nhân của họ chỉ kéo dài được 8 năm mà không có con cái.

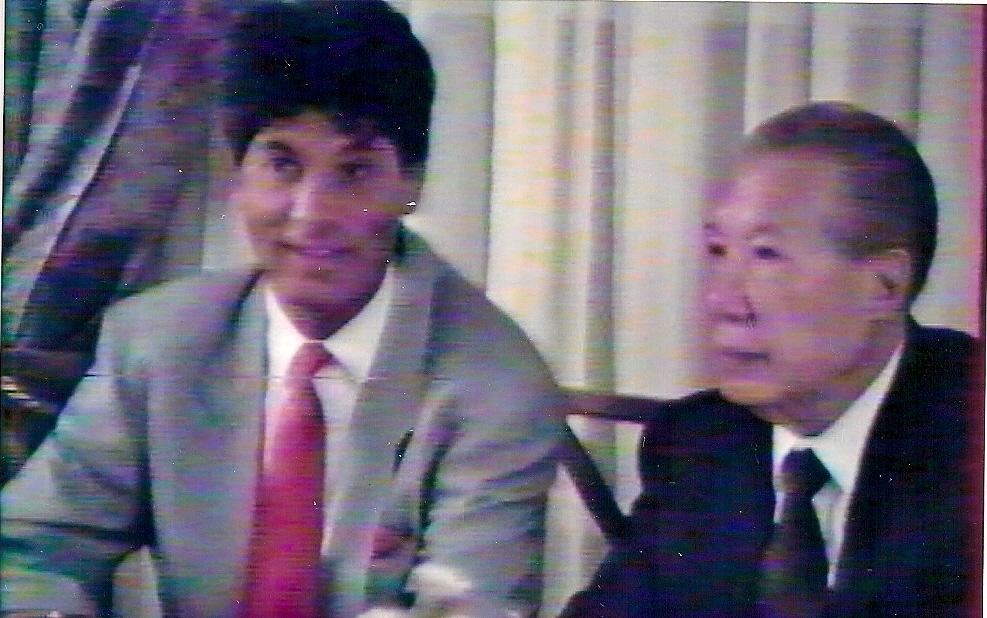
Patrick-Édouard Bloch và Bảo Đại năm 1992

Patrick-Édouard là một doanh nhân bất động sản, từng là chủ tịch kiêm tổng giám đốc một số cửa hàng xây dựng và siêu thị, sau khi nghỉ hưu ông vẫn sống tại Strasbourg, cùng với Eric Humbert, người bạn của ông từ năm 1995.
Tính đến năm 2025, Patrick-Édouard vẫn chưa có dịp về thăm quê nội tại Việt Nam. Trả lời trên trang Franceinfo, ông cho biết mình bị chính quyền Việt Nam ngăn cấm.